# Рон Сондерс
Рон Сондерс (6 листопада 1932, Беркенгед, графство Чешир — 7 грудня 2019) — англійський футболіст, згодом успішний тренер. Залишається єдиним менеджером, котрий керував трьома непримиренними суперниками — «Астон Віллою», «Бірмінгем Сіті» і «Вест-Бромвіч Альбіон».

## Ігрова кар'єра
Протягом кар'єри Сондерс грав на позиції забивного центрального форварда. Він забив понад 200 голів протягом 13 років на позиції центрального нападника «Евертон», «Джиллінгема», «Портсмута», «Вотфорда» і «Чарльтон Атлетик». Сондерс був найкращим бомбардиром у Портсмуті упродовж шести сезонів поспіль, а у 1962 році його голи зіграли вирішальну роль у розіграші третього дивізіону Футбольної ліги, допомігши здобути титул. Завершивши свою виключно ігрову кар'єру виступами за «Чарльтон» у 1967, він став граючим тренером, виступаючи за «Йовіл Таун» (що на той час не був представлений у лізі).

## Робота тренером

### «Норвіч Сіті»
Займаючи посаду менеджера у «Норвіч Сіті», у 1972 привів команду до виграшу другого дивізіону Футбольної ліги, таким чином вперше досягнувши успіху в новому для себе амплуа та вперше в історії відправивши Сіті у перший дивізіон. Він згодом зумів втримати клуб у вищому дивізіоні по закінченню їх дебютного сезону. Команда також дійшла до фіналу Кубка Футбольної ліги, програвши «Тоттенгем Готспур» з рахунком 1:0. Сондерс пішов з посади менеджера 17 листопада 1973 після суперечки ради директорів клубу, що слідувала домашній поразці «Евертону» 3-1.

## «Манчестер Сіті»
Через 5 днів Сондерс прийняв пропозицію очолити «Манчестер Сіті». Вже на другому році керування клубом Сондерс привів команду до фіналу Кубка Ліги, але в черговий раз програв — цього разу «Вулвергемптону». Незважаючи на кубковий успіх, виступи Сіті у Лізі були нестабільними, що призвело до звільнення Сондерса за три тижні до кінця сезону, в той час як клуб був за межами вильоту за всіма параметрами, окрім кількості голів за гру. Однак, він не залишився надовго без роботи, зайнявши в наступному місяці посаду менеджера «Астон Вілли», що виступала у другому дивізіоні.

## Титули і досягнення
- Чемпіон Англії (1):

«Астон Вілла»: 1980–81
- Володар Кубка англійської ліги (2):

«Астон Вілла»: 1974-75, 1976-77
- Володар Суперкубка Англії з футболу (1):

«Астон Вілла»: 1981